# Nitto Maru (1935)
El Nitto Maru (日東丸) fue un barco pesquero japonés que en 1941 fue requisado y asignado a la Rengo Kantai, la Flota Combinada de la Armada Imperial Japonesa, para servir como guardacostas de alerta temprana frente a las costas de Japón durante la Segunda Guerra Mundial.

## Historial

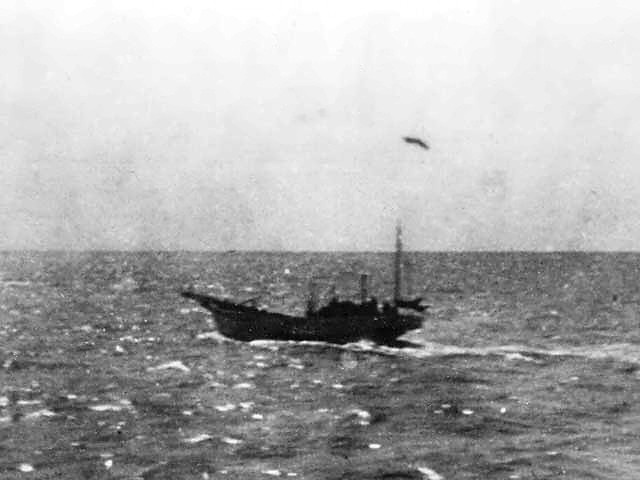
El Nitto Maru fotografiado por un avión estadounidense antes de su hundimiento.

El Nitto Maru fue construido como barco pesquero de alta mar por los astilleros Fuji y botado en 1935, poseía casco de acero, un registro bruto de 90 t y poseía una eslora de 30 m. Estaba armado con una ametralladora antiaérea de 13,2 mm, iba equipado con un potente radiotransmisor y ocho tripulantes.
En diciembre de 1941, el Nitto Maru fue requisado y asignado a la División de patrulla N°7 de la 5ª Flota, basada en Ominato, como buque de patrulla costera lejana. Sus informes eran reportados al buque base, el crucero ligero Kiso.
Estas patrullas costeras con un total de 116 navíos menores habían sido establecidas por el almirante Isoroku Yamamoto  como un sistema de vigilancia defensiva al no contar Japón con el radar como un medio de alerta temprana en caso de que el enemigo se acercara a las costas nacionales. 

### Hundimiento

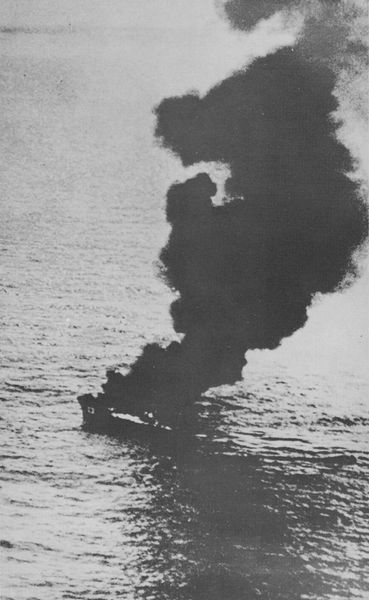
Fin del Nitto Maru el 18 de abril de 1942.

El 18 de abril de 1942, el Nitto Maru estaba en labores de patrulla a 668 millas náuticas de la costa japonesa, a pocas millas de allí estaba el Nagato Maru, otro buque de similares características. Un poco más lejos y fuera de la línea del horizonte navegaba el Awata Maru, un transatlántico japonés y el crucero auxiliar Iwata Maru.
A eso de las 7:30, los vigías del Nitto Maru detectaron una fuerza enemiga dirigiéndose a toda velocidad a Japón y transmitieron el mensaje de alerta al buque base. El Nitto Maru se había topado con los buques estadounidenses en el transcurso del desarrollo de la Incursión Doolittle, el pequeño navío fue detectado visualmente por los estadounidenses, así como el mensaje radial emitido por los vigías japoneses y cundió la alarma.
El vicealmirante Halsey ordenó al USS Enterprise el despegue, el ataque inmediato y destrucción de los navíos japoneses circundantes a la fuerza naval y en la ruta hacia Japón, asimismo ordenó al crucero ligero USS Nashville cañonear y hundir al Nitto Maru, el pequeño navío intentó escapar pero la mar gruesa no solo dificultaba su marcha; también dificultaba el dar en el blanco para los estadounidenses. Los sobrevivientes del Iwata Maru fueron rescatados por el submarino I-174 y transferidos al Kiso.
Halsey y el coronel James H. Doolittle tomaron la decisión de hacer despegar los 16 B-25 anticipándose 150 millas antes de lo planificado, al mismo tiempo el almirante Yamamoto recibió el mensaje radiado por el Nitto Maru y dispuso el zarpe inmediato de las fuerzas del almirante Kondō Nobutake al mando de la 2ª Flota móvil para interceptar la fuerza estadounidense.
El crucero USS Nashville tuvo que emplear más de 900 proyectiles para hundir al bravo y diminuto Nitto Maru debido principalmente a las condiciones de mar gruesa. Recibió un impacto fatal aproximadamente a las 8:20 horas, hundiéndose con total perdida de vidas. 
Los aviones del USS Enterprise dañaron a 8 navíos relativamente cercanos, hundieron a los buques menores de vigilancia Nagato Maru y al Iwata Maru antes de volver al portaviones.
Como resultado de la detección del Nitto Maru, los bombarderos de la Incursión Doolittle se vieron afectados por la falta de combustible al llegar a las costas de la China meridional, las fuerzas navales estadounidenses tuvieron que salir de las aguas japonesas a máxima velocidad lo que imposibilitó que las fuerzas del almirante Kondo pudieran ubicar a la fuerza atacante estadounidense.